# Teinobasis strigosa
Teinobasis strigosa là một loài chuồn chuồn kim trong họ Coenagrionidae.
Teinobasis strigosa được miêu tả khoa học năm 1939 bởi Needham & Gyger.